# DTD
DTD (англ. Document Type Definition — определение типа документа) — аббревиатура для обозначения следующих двух понятий:
- Схема всего документа или его части (в контексте языка схем DTD).
- Язык схем DTD (DTD schema language) — компьютерный язык, который используется для записи фактических синтаксических правил метаязыка SGML и расширяемого языка разметки XML. С момента его внедрения другие языки схем для языков разметки, такие как XML Schema и RELAX NG, обзавелись дополнительной функциональностью.

Из-за определённых различий между XML и SGML применение DTD также имеет некоторые особенности в зависимости от целевого документа.
Сейчас идёт отказ от использования DTD в XML-технологии по ряду причин:
1. Используется отличный от XML синтаксис.
2. Отсутствует типизация узлов (в DTD).
3. Отсутствует поддержка пространств имён (в DTD).

На смену DTD пришёл стандарт XML Schema консорциума W3C.

## Описание схемы документа
DTD описывает схему документа для конкретного языка разметки посредством набора объявлений [объектов-параметров, элементов и атрибутов элементов], которые описывают его класс (или тип) с точки зрения синтаксических ограничений этого документа.
Также DTD может объявлять конструкции, которые всегда необходимы для определения структуры документа, но, зато, могут влиять на интерпретацию определённых документов.

### Объявление объектов-параметров
Объявление объекта-параметра определяет макрос определённого типа, на который можно ссылаться и который может быть развернут где-нибудь в DTD. Эти макросы могут не появляться в самом документе, а быть только в DTD. Если на объект-параметр ссылаются по имени их DTD, то он разворачивается в строку, в которой указано содержимое этого объекта.
Примеры:
```
<!ENTITY % fontstyle "TT | I | B | BIG | SMALL">

```

Объект-параметр fontstyle содержит в себе группу тегов TT | I | B | BIG | SMALL.
```
<!ENTITY % inline "#PCDATA | %fontstyle; | %phrase; | %special; | %formctrl;">

```

Объект-параметр inline содержит в себе текстовые данные и ещё четыре объекта-параметра fontstyle, phrase, special и formctrl.

### Объявление элементов
Объявления элементов определяют (задают) набор разрешённых названий элементов в документе, тип содержимого для каждого элемента и обязательность/необязательность тегов.
Различные ключевые слова и символы определяют содержимое элемента:
- EMPTY — пустое содержимое
- ANY — любое содержимое
- , — указывает порядок
- | — разделение альтернатив
- () — группировка
- * — любое количество элементов (ноль и более)
- + — по крайней мере один элемент (один и более)
- ? — необязательное наличие элемента (ноль или один)
- Если нет *, + или ? — элемент должен быть только один

Примеры:
```
<!ELEMENT DL - - (DT|DD)+>

```

Элемент DL должен содержать один и более элементов DT или DD в произвольном порядке.
```
<!ELEMENT FORM - - (%block;|SCRIPT)+ -(FORM)>

```

Элемент FORM должен содержать в себе один или более элементов в виде объекта-параметра block или элемента SCRIPT в произвольном порядке, однако исключена возможность содержать ещё один элемент FORM.

### Объявление атрибутов элементов
Каждому элементу DTD-документа можно назначить список атрибутов. Для этого используется директива !ATTLIST, в которой указывается имя элемента, которому назначается список атрибутов и параметры каждого атрибута: имя, тип и значение по умолчанию.
Например: 
```
<!ATTLIST MAP name CDATA #REQUIRED>

```

В этом примере для элемента MAP определен атрибут name. Он является обязательным.
Существующие типы атрибутов:
- CDATA (Character set of data) — значением атрибута могут быть любые символьные данные
- ID — значением атрибута должен быть уникальный идентификатор элемента
- IDREF — значением элемента является ссылка на элемент по его ID
- IDREFS — тоже что и IDREF, но с возможностью ссылок не по одному идентификатору, а по нескольким
- NMTOKEN — значением атрибута может быть последовательность символов, в чём-то схожая с именем (отсюда и названием — name token). Это строка, которая содержит любую комбинацию тех символов, которые разрешено использовать для имен XML.
- NMTOKENS — значением атрибута является список значений
- ENTITY — значение используется для ссылки на внешнюю сущность.
- ENTITIES — позволяет задать список внешних сущностей, разделённых пробелами.
- NOTATION — значением атрибута может быть одна из ранее определённых нотаций
- NOTATIONS — позволяет задать список нотаций.
- Listings и NOTATION-listings
- ENUMERATION — задаёт список возможных альтернатив значений.

Существуют такие свойства по умолчанию:
1. IMPLIED — значение атрибута указывать не обязательно;
2. REQUIRED — значение атрибута обязательно должно быть указано;
3. FIXED — значение этого атрибута задано как константа в DTD и в документе не может быть изменено;
4. некоторое конкретное значение, которое используется по умолчанию.

## Связь документа с определённым DTD
Чтобы связать документ с определённым DTD, необходимо в начале текста документа указать элемент Объявление Типа Документа.
В зависимости от места расположения DTD Объявление Типа Документа может быть двух видов:
- Внутреннее подмножество DTD

Набор объявлений DTD содержится в самом тексте документа. Например:
```
<!DOCTYPE foo [ <!ENTITY greeting "helloworld">
 
]>

 

<!DOCTYPE bar [ <!ENTITY greeting "helloworld">
 
]>

```

- Внешнее подмножество DTD

Набор объявлений DTD располагается в отдельном текстовом файле с расширением .dtd
В этом случае ссылку на файл можно сделать через публичный идентификатор и (или) через системный идентификатор. Например:
```
<!-- Валидация простого HTML 4.01 -->

<!DOCTYPE HTML PUBLIC "-//W3C//DTD HTML 4.01//EN"

   "http://www.w3.org/TR/html4/strict.dtd">

```

## Пример
Пример очень простого XML DTD, описывающего список людей:
```
<!ELEMENT people_list (person*)>

<!ELEMENT person (name, birthdate?, gender?, socialsecuritynumber?)>

<!ELEMENT name (#PCDATA) >

<!ELEMENT birthdate (#PCDATA) >

<!ELEMENT gender (#PCDATA) >

<!ELEMENT socialsecuritynumber (#PCDATA) >

```

Начиная с первой строки:
1. Элемент <people_list> содержит любое число элементов <person> . Знак <*> означает, что возможно 0, 1 или более элементов <person> внутри элемента <people_list>.
2. Элемент <person> содержит элементы <name>, <birthdate>, <gender> и <socialsecuritynumber>. Знак <?> означает, что элемент необязателен. Элемент <name> не содержит <?>, что означает, что элемент <person> обязательно должен содержать элемент <name>.
3. Элемент <name> содержит данные.
4. Элемент <birthdate> содержит данные.
5. Элемент <gender> содержит данные.
6. Элемент <socialsecuritynumber> содержит данные.

Пример XML-документа, использующего этот DTD:
```
<?xml version="1.0" encoding="UTF-8"?>
 

<!DOCTYPE people_list SYSTEM "example.dtd">

<people_list>

   
<person>

      
<name>

         
Fred
 
Bloggs

      
</name>

      
<birthdate>

         
27/11/2008

      
</birthdate>

      
<gender>

         
Male

      
</gender>

      
<socialsecuritynumber>

         
1234567890

      
</socialsecuritynumber>

   
</person>

</people_list>

```